# Capità general de València

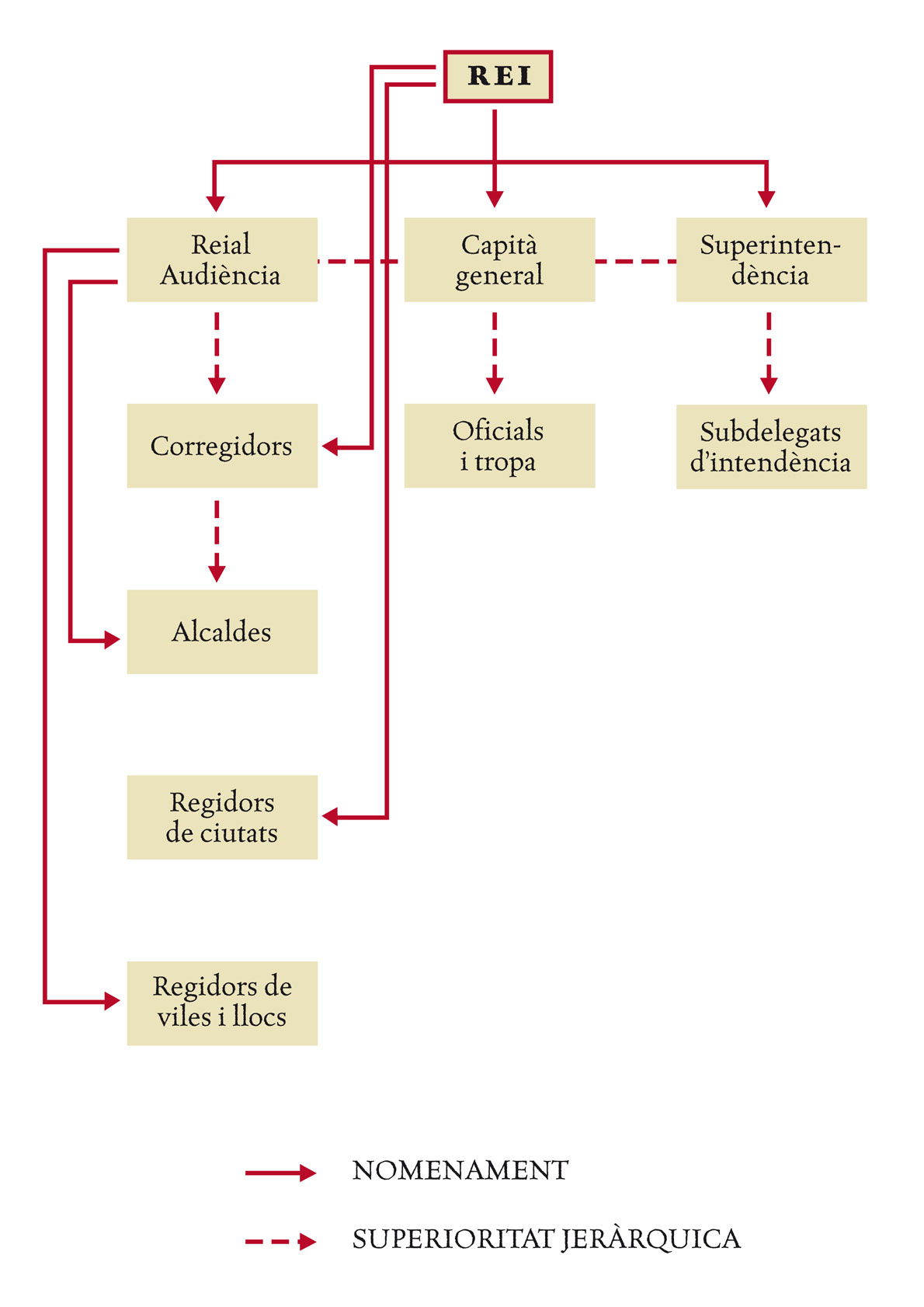
Esquema del sistema de govern borbònic basat en tres institucions polítiques: La nova Reial Audiència per fer complir les noves lleis, el Capità general que regia sobre el nombrós exèrcit que garantia l'ocupació, i el Superintendent que cobrava la gravosa fiscalitat que es va imposar als vençuts. Fins i tot els nomenaments més locals depenien directament de la monarquia.

El capità general de València fou un càrrec creat en lloc del Virrei de València a la fi de la Guerra de Successió en aplicació dels Decrets de Nova Planta que substituïren les lleis i institucions del Regne de València i la resta de la Corona d'Aragó.
Mitjançant un decret de 1841 de Baldomero Espartero es van establir 14 capitanies generals arreu de l'Estat espanyol, una de les quals tenia la caserna general a València. En 1859 les 14 capitanies foren agrupades en 5 districtes militars; la capitania de València fou enquadrada en el I Districte juntament amb Castella la Nova. La capitania va perdre les seves funcions entre 1872 i 1876. En 1876 va recuperar les seves funcions i es va dividir en els governs militars d'Alacant, Província de Castelló, València, Múrcia i Albacete. La capitania tenia la seva seu al convent de Sant Domènec.
Pel Reial Decret del 22 de març de 1893 Espanya es va dividir en set regions militars, i l'antiga Capitania general de València fou integrada en la nova III Regió Militar, que aplegava el País Valencià, l'actual regió de Múrcia i les províncies d'Albacete i Conca. Aquesta divisió es va mantenir després de la divisió militar de 1939. En la nova divisió de 1986 va formar la nova Regió Militar Llevant que agrupava el País Valencià, Múrcia i Albacete.
Amb la nova reestructuració de regions militars de 1997 el territori de l'antiga III Regió Militar va formar part Regió Militar Centre, amb comandament i caserna general a Madrid, i que comprèn també les comunitats autònomes de Castella-La Manxa, Madrid i Extremadura. Alhora, València fou designada seu de la Força de Maniobra de l'Exèrcit de Terra, que el 2004 es transformà en Caserna General Terrestre d'Alta Disponibilitat (CGTAD).
El Capità general de València és jutge protector de la Reial Mestrança de Cavalleria de València des de la seva creació en 1737.

## Llista de capitans generals de València
Regnat de Felip V
- 1713-1716:Francisco Castillo Fajardo, marquès de Villadarias
- 1716-1719: Melchor de Avellaneda Sandoval y Romero, I marquès de Valdecañas
- 1719-1721: Francisco de María Spínola y Spínola
- 1721-1737. Luigi Reggio e Branciforte, príncep de Campofiorito
- 1737-1759. Claude Abraham de Tubières de Grimoard, duc de Caylus

Regnat de Ferran VI
- 1760-1764. Manuel de Sada y Antillón, gran castellà d'Amposta
- 1765-1766. Pedro Abarca de Bolea y Ximénez de Urrea, comte d'Aranda

Regnat de Carles III
- 1766-1775. Pedro Félix de la Croix de Chevrières
- 1775-1777. Jean-Martin van Marcke de Lummen
- 1777-1786. Carlos Francisco de Croix

Regnat de Carles IV
- 1786-1793. Louis Des Balbes de Berton de Crillon
- 1793-1795. Vicente María Vera de Aragón y Enríquez
- 1795-1797. Luis Francisco de Urbina y Ortiz de Zárate
- 1798. Joaquín Fons de Viela y Ondeano
- 1798-1799. Antonio Cornel Ferraz Doz y Ferraz
- 1799-1800. Nicolás Antonio Arredondo y Pelegrín
- 1801-1803. Ventura Caro y Maza de Lizana
- 1803-1808. Domingo Izquierdo

Regnat de Ferran VII
- 1808-1809. Rafael Blasco del Campo y Vargas, comte de la Conquista

Junta Suprema de Govern del Regne de València
- 1809-1810: Josep Caro i Sureda
- 1810-1811: Luis Alejandro de Bassecourt y Dupire
- 1811: Carlos O'Donnell y Anethan
- 1811: Domingo Traggia Uribarri, marquès de Palacio
- 1811-1812: Joaquín Blake

Regnat de Ferran VII (restauració)
- 1813-1820: Francisco Javier de Elío
- 1820-1822: Ildefonso Díez de Rivera i Muro
- 1822: Antonio Garcés de Marcilla y Llorens
- 1823-1824: Felipe Augusto de Saint-Marcq
- 1825: Luis Alejandro de Bassecourt y Dupire
- 1825-1826: José María Carvajal Urrutia
- 1826-1827: José O'Donnell y Anhetan
- 1827-1831: Francisco de Longa Anchía y Urquiza
- 1832-1833: José María de Santocildes y de Llanos

Regnat d'Isabel II
- 1833: Francesc Dionís Vives i Planes
- 1834-1835: Jerónimo Valdés de Noriega
- 1835-1836: Josep Carratalà
- 1836: Juan Palarea y Blanes
- 1836-1838: Marcelino Oraá Lecumberri
- 1838-1839: Antonio van Halen y Sarti
- 1839-1840: Leopoldo O'Donnell
- 1840-1841: Antonio Seoane Hoyos
- 1842-1843: Pedro Chacón Chacón
- 1843: Juan Zabala de la Puente (1r cop)
- 1843: Jacobo María Espinosa de los Monteros y Quintana
- 1843-1846: Federico Roncali Ceruti
- 1846-1847: Josep Manso i Solà, comte del Llobregat
- 1847-1848: José Luciano Campuzano y Herrera (1r cop)
- 1848-1851: Juan Villalonga y Escalada, marquès del Maestrazgo
- 1851-1852: Valentín Cañedo Miranda
- 1852: José Luciano Campuzano y Herrera (2n cop)
- 1853: Francisco Javier Azpiroz
- 1854: Antonio María Blanco Castañola
- 1854: Josep Grases Saguí
- 1854-1856: Juan Villalonga y Escalada, marquès del Maestrazgo
- 1856: Juan Zabala de la Puente (2n cop)
- 1856: Miguel Osset y Mateo
- 1856-1857: Diego de los Ríos y Rubio
- 1858-1860: Rafael Echagüe y Bermingham
- 1860-1863: José Antonio de Orozco y Zúñiga
- 1863-1864: Juan de Lara e Irigoyen (1r cop)
- 1864-1865: Juan Villalonga y Escalada, marquès del Maestrazgo
- 1865-1866: José Ramón Mackenna Muñoz
- 1866: Joaquín del Manzano y Manzano
- 1866: Juan de Lara e Irigoyen (2n cop)
- 1867-1868. Manuel Gasset y Mercader, després marquès de Benzú

Govern Provisional de 1868 a 1870
- 1868-1869: Carlos María de la Torre y Navacerrada
- 1869: Rafael Primo de Rivera y Sobremonte
- 1870-1871: Cándido Pieltain y Jove-Huergo

Regnat d'Amadeu I d'Espanya
- 1871: Ramon Gómez y Pulido
- 1871: Mariano Socías del Fangar y Lledó
- 1871-1872: Juan Acosta Muñoz
- 1872: Fernando del Pino y Villamil
- 1872: Eulogio González Íscar
- 1872: Juan Acosta Muñoz
- 1873: José García y Velarde

Govern Provisional de 1873 a 1874
- 1873: Arsenio Martínez de Campos y Antón
- 1873-1874: Francisco de Paula Ceballos y Vargas, Marquès de Torrelavega
- 1874: Segundo de la Portilla Gutiérrez
- 1874: José Santa Pau y Bayona
- 1874: Antonio López de Letona y Lamas
- 1874: Ignacio María del Castillo y Gil de la Torre, Comte de Bilbao

Regnat d'Alfons XII d'Espanya
- 1875-1876: Manuel Lassala i Solera
- 1876-1878: Eulogi Despujol i Dusay, comte de Casp
- 1878-1881: Ramón Fajardo Izquierdo
- 1881-1882: Rafael Juárez de Negrón y Centurión de Córdova
- 1882-1884: Manuel de Salamanca Negrete

Regnat d'Alfons XIII d'Espanya
- 1884-1890: Marcelo Azcárraga y Palmero
- 1890: Alejandro Rodríguez Arias y Rodulfo
- 1890-1892: Antonio Dabán y Ramírez de Arellano
- 1892-1893: José Coello de Portugal y Quesada
- 1893-1896: José Lasso y Pérez
- 1896-1901: Antonio Moltó y Diaz-Berrio
- 1901-1902: Luis Manuel Pando Sánchez
- 1902: Manuel Macías y Casado
- 1902-1904: Francisco Loño y Pérez
- 1906-1910: Adolfo Jiménez Castellanos y Tapia
- 1910: Ángel Aznar y Butigieg
- 1910: Lluís de Castellví i de Vilallonga
- 1910: Vicente Martítegui Pérez de Santamaría
- 1910-1913: Ramón Echagüe y Méndez Vigo
- 1913-1914: José García Aldave
- 1914-1915: Wenceslao Molins y Lemaur
- 1915-1916: Francisco Pérez Clemente
- 1916-1917: Julio Domingo y Bazán
- 1917: Francisco Aguilera y Egea
- 1917-1918: Antonio Tovar y Marcoleta
- 1918-1919: Diego Muñoz Cobos
- 1919-1920: Carlos Palanca y Cañas
- 1920-1921: Miguel Primo de Rivera y Orbaneja, Marquès d'Estella
- 1921-1922: Luis Aizpuru y Mondéjar
- 1922-1923: José Zabalza e Iturriria
- 1923: Bernardo Álvarez del Manzano y Menéndez Valdés
- 1923-1927: Ventura Fontán y Pérez de Santamaría
- 1927-1928: Balbino Gil-Dolz del Castellar y Peyró
- 1928-1929: Alberto Castro Girona
- 1929: Germán Gil y Yuste
- 1929-1931: Eladio Pin Ruano

Segona República Espanyola
- 1931-1935: José Riquelme López-Bago
- 1935-1936: Agustín Gómez Morato
- 1936: Fernando Martínez-Monje Restoy
- 1936: José Miaja Menant
- 1936-1937: Juan García Gómez-Caminero

Dictadura franquista
- 1939-1940: Antonio Aranda Mata
- 1940-1942: Enrique Cánovas Lacruz
- 1942-1943: Eliseo Álvarez-Arenas y Romero
- 1943-1945: Miguel Abriat Cantó
- 1945-1950: José Monasterio Ituarte
- 1950-1953: Gustavo Urrutia González
- 1954-1962: Joaquín Ríos Capapé
- 1962-1967: Santiago Mateo Marcos
- 1967-1969: Joaquín González Vidaurreta
- 1969-1971: Joaquín Nogueras y Márquez
- 1971-1976: Luis Gómez Hortigüela

Regnat de Joan Carles I
- 1976-1977: Antoni Taix Planas
- 1977-1981: Jaime Milans del Bosch y Ussía
- 1981-1982. Antonio Pascual Galmes
- 1982-1983: Rafael Allendesalazar y Urbina

Caps de la Regió Militar Llevant
- 1983-1986: Manuel Vallespín y González Valdés
- 1986-1988: Juan Bautista Sánchez Bilbao
- 1988-1991: Andrés Freire Conde
- 1991-1995: Agustín Quesada Gómez
- 1995-1998: Alfonso Pardo de Santayana y Coloma

Caps de la FAR, després CGTAD
- 1998-2000: Luis Feliu Ortega
- 2000-2002: Manuel de Lara Cimadevilla
- 2002-2004: Juan Ortuño Such
- 2004-2007: José Javier Arregui Asta
- 2007-2011: Fernando Sánchez-Lafuente Caudevilla
- 2011-2016: Rafael Comas Abad
- 2016-2017: Francisco Javier Varela Salas
- 2017-2019: Francisco José Gan Pampols
- 2020- : Fernando García-Vaquero Pradal